# Museu de Hamburgo
Museu de Hamburgo, também conhecido como Museum für Hamburgische Geschichte  ("Museu de História de Hamburgo"), é um museu de história localizado na cidade de Hamburgo, no norte da Alemanha. O museu foi estabelecido em sua localização atual em 1922, embora sua organização mãe tenha sido iniciada em 1839. O museu foi nomeado hamburgmuseum em 2006. Está localizado perto do parque Planten un Blomen, no centro de Hamburgo. O museu é geralmente revisado entre os museus da cidade de Hamburgo.

## História
A Sociedade de História de Hamburgo (Verein für Hamburgische Geschichte), fundada em 1839, começou a compilar a Coleção de Antiguidades de Hamburgo (Sammlung Hamburger Altertümer). As primeiras exposições incluíram fragmentos arquitetônicos da demolida Catedral de Santa Maria e dois mosteiros. 
O edifício principal em Holstenwall foi projetado por Fritz Schumacher e construído entre 1914 e 1922.
O museu foi construído no local do antigo Bastião Henricus, uma parte da fortificação barroca que foi erguida entre 1616 e 1625 pelo holandês Jan van Valckenborgh para tornar a cidade inexpugnável. 
O pátio do museu foi danificado pelo grande incêndio em 1842 e totalmente restaurado em 1995. Uma cúpula de vidro sobre o pátio interno foi concluída em 1989. O pátio de vidro foi concluído pela empresa de Von Gerkan, Marg e Partners. Isso permitiu o aumento do espaço do museu sem um novo edifício real, porque permitiu maior uso do pátio. O pátio coberto foi realmente previsto, ou pelo menos considerado, como parte do projeto original, no entanto, a construção da cobertura foi adiada. O design usa uma grade de aço.
O Observatório de Hamburgo ocupou a área do Museu de 1825 a 1912 antes de ser transferido para Bergedorf. A área fazia parte das antigas defesas da muralha da cidade, construídas pelo holandês Jan van Valckenborgh. Essas paredes faziam parte do Bastion Henricus, uma fortificação barroca construída entre 1616 e 1625. O museu foi anteriormente localizado na escola Johanneum. 
O museu tornou-se estatal sob a direção de Otto Lauffer no início de 1900, embora isso tenha sido alterado em 1999. 
O museu adotou o nome hamburgmuseum, e as iniciais hm, em 2006. Em 2008, o museu administra um programa chamado hm freunde (Sociedade de amigos do museu da história de Hamburgo).

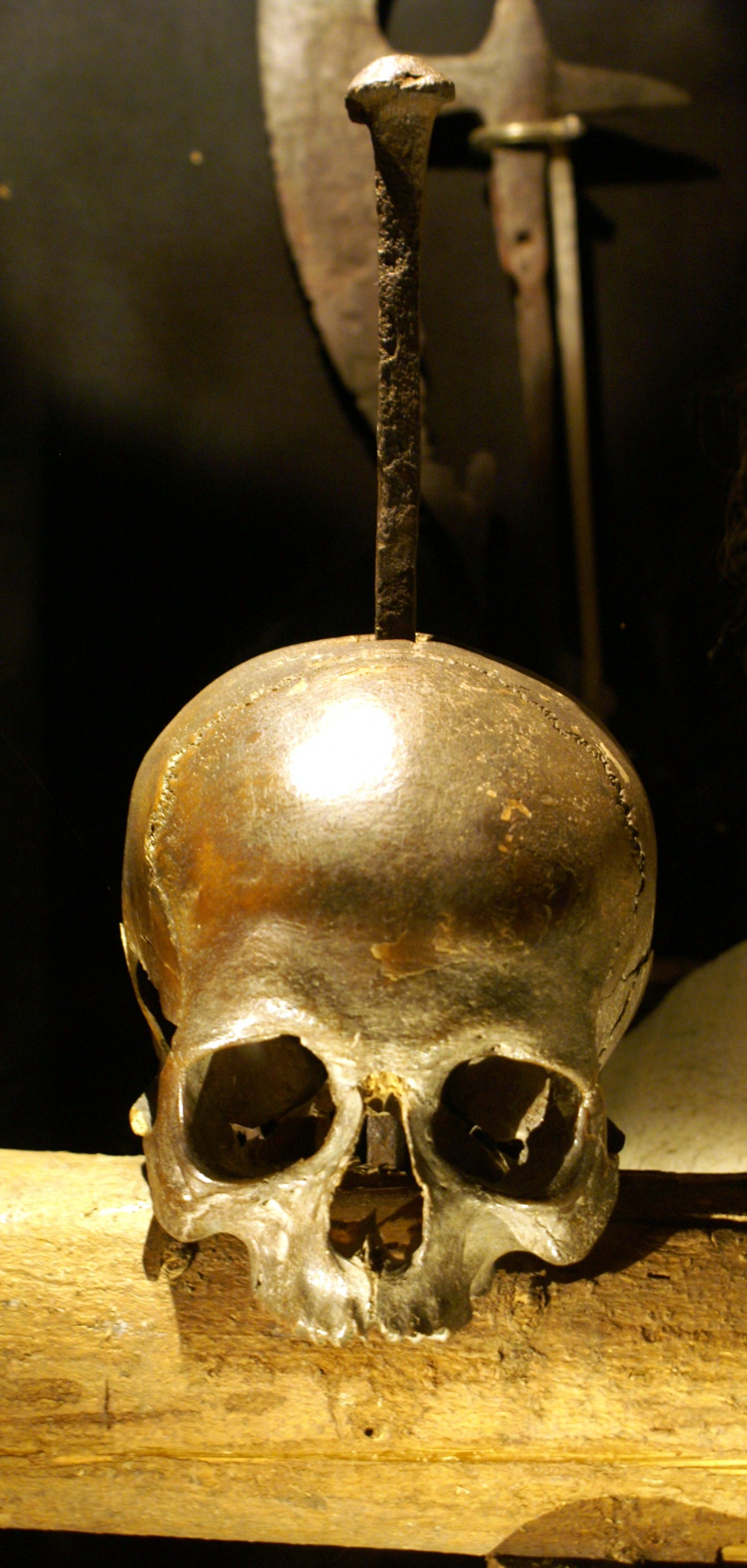
O crânio em questão com sua famosa unha.

Em 2010, um crânio de pirata com uma unha foi roubado da HM. O crânio foi descoberto em 1878 e as análises forenses acreditam que é dos anos 1400. Naquela época, era comum os piratas serem executados decapitados, e então o crânio era colocado em uma estaca de ferro para mostrar as consequências dessa atividade. Uma determinação mais precisa foi tentada pelo museu em 2004 pela análise de DNA, mas não houve confirmação adicional. Pensa-se que isso possa ser de uma execução particular de 30 anos durante a era da Liga Hanseática. O crânio foi roubado em 9 de janeiro de 2010, e pensou-se que poderia ser o crânio do (in) famoso pirata Klaus Stoertebeker. O crânio foi adicionado à coleção do museu em 1922. 
Estamos profundamente chocados com o roubo— Diretor do Museu de HM, 2010
Em 2016, a HM foi considerada candidata ao repatriamento de uma etiqueta de cachorro alemã de um século. A placa de identificação pertencia a um soldado que se tornou MIA na Primeira Guerra Mundial.

### Exposições em 2005
Com o tempo, há uma mudança gradual com algumas exposições temporárias também. Aqui as exposições por volta de 2005

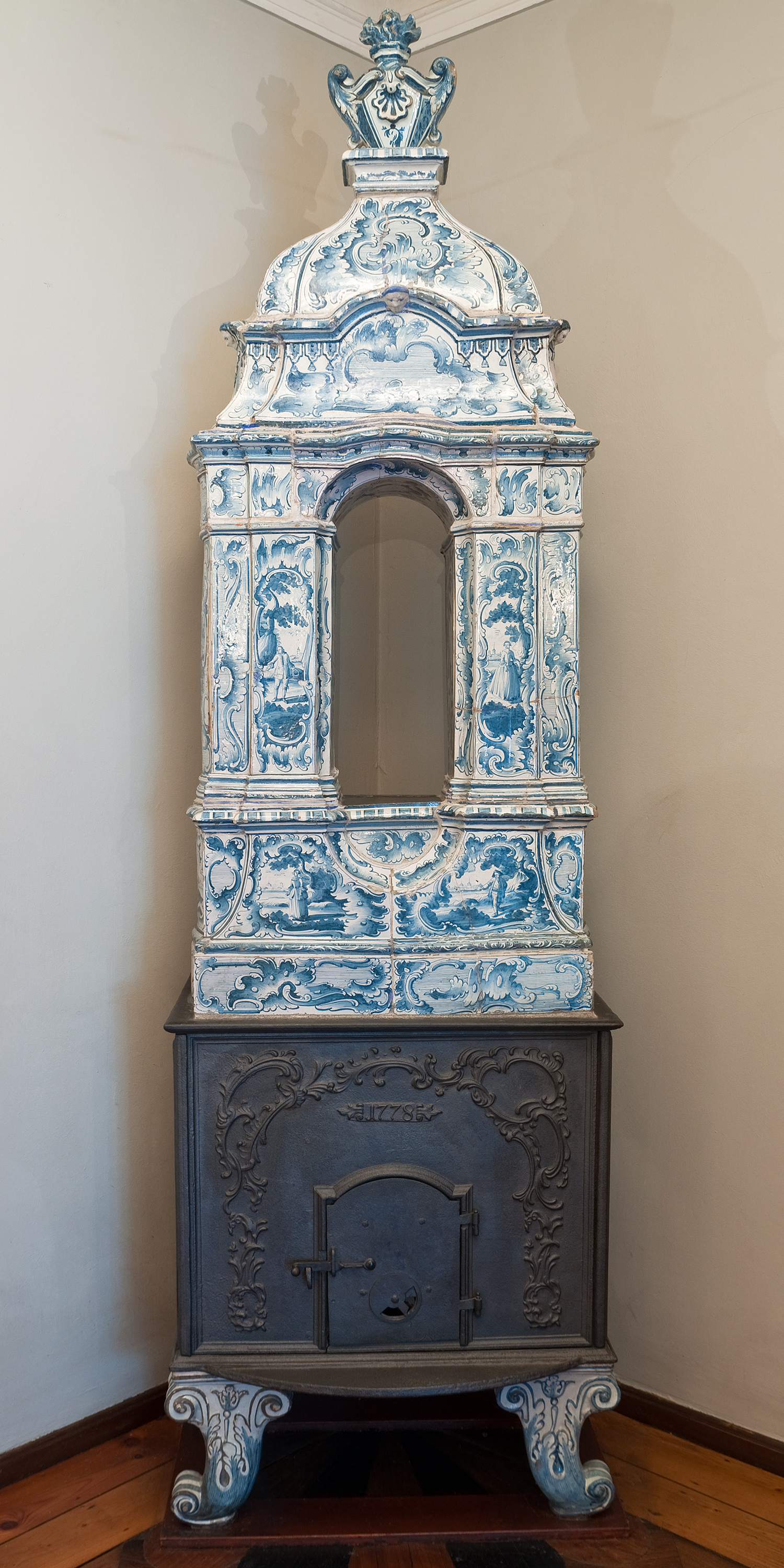
Aufsatzofen, 1778

- Kleidung und Mode: Kostüme und Kleidung in Hamburg von 1550–1920  (Vestuário e moda: trajes e roupas em Hamburgo, de 1550 a 1920)

- Hamburgisches Mäzenatentum: Familie Lorenz-Meyer als Beispiel  (Patrocínio de Hamburgo: o exemplo da família Lorenz-Meyer)
- Musik und Kunst in Hamburg  (Música e arte em Hamburgo)
- Theater und Wissenschaft in Hamburg  (Teatro e ciência em Hamburgo)
- Hamburg im 20. Jahrhundert Hamburg im 20. Jahrhundert  (Hamburgo no século XX)
- Der Hamburger Börsenvorplatz von 1558  (O pátio da troca de 1558 em Hamburgo)
- Hamme, Burg und Hansestadt – Hamburg im Mittelalter  (Hamme, castelo e cidade dos Hanse - Hamburgo nos tempos medievais)
- Kirchen, Kanonen und Kommerz – Hamburg in der frühen Neuzeit  (Igrejas, cânones e comércio - Hamburgo no início do período moderno)
- Reformation in Hamburg  (Reforma em Hamburgo)
- Hamburg als Währungszentrum  (Hamburgo como centro de moedas)
- Das Schiffswrack von Wittenbergen  (O naufrágio de Wittenbergen)
- Bauen und Wohnen und die Sicherung der Elbe vor Piraten  (Construindo, vivendo e protegendo o Elba de piratas)
- Barocke Kaufmannsdiele  (Salão do comerciante barroco)
- Stadtbild und Verfassung im 17. Jahrhundert Stadtbild und Verfassung im 17. Jahrhundert  (Paisagem urbana e constituição no século XVII)
- Hamburg 1650-1860  (Hamburgo 1650-1860)
- Die HafenCity – Hamburg im 21. Jahrhundert Die HafenCity – Hamburg im 21. Jahrhundert  (The HafenCity - Hamburgo no século XXI)
- Kommandobrücke des Dampfers WERNER  (A ponte de comando do barco a vapor WERNER)
- Zur Wohnkultur (Sobre decoração de casa)
- Geschichte der Juden in Hamburg[10] (História dos judeus em Hamburgo)
- Klopstockzimmer (A sala Klopstock)
- Barocke Wohnräume (Salas de estar barrocas)
- Kunsthandwerk und Wohnkultur (Artesanato e decoração de casa)
- 1945. Kriegsende in Hamburg 1945. Kriegsende in Hamburg (1945. Fim da guerra em Hamburgo)

## Interior e conteúdo

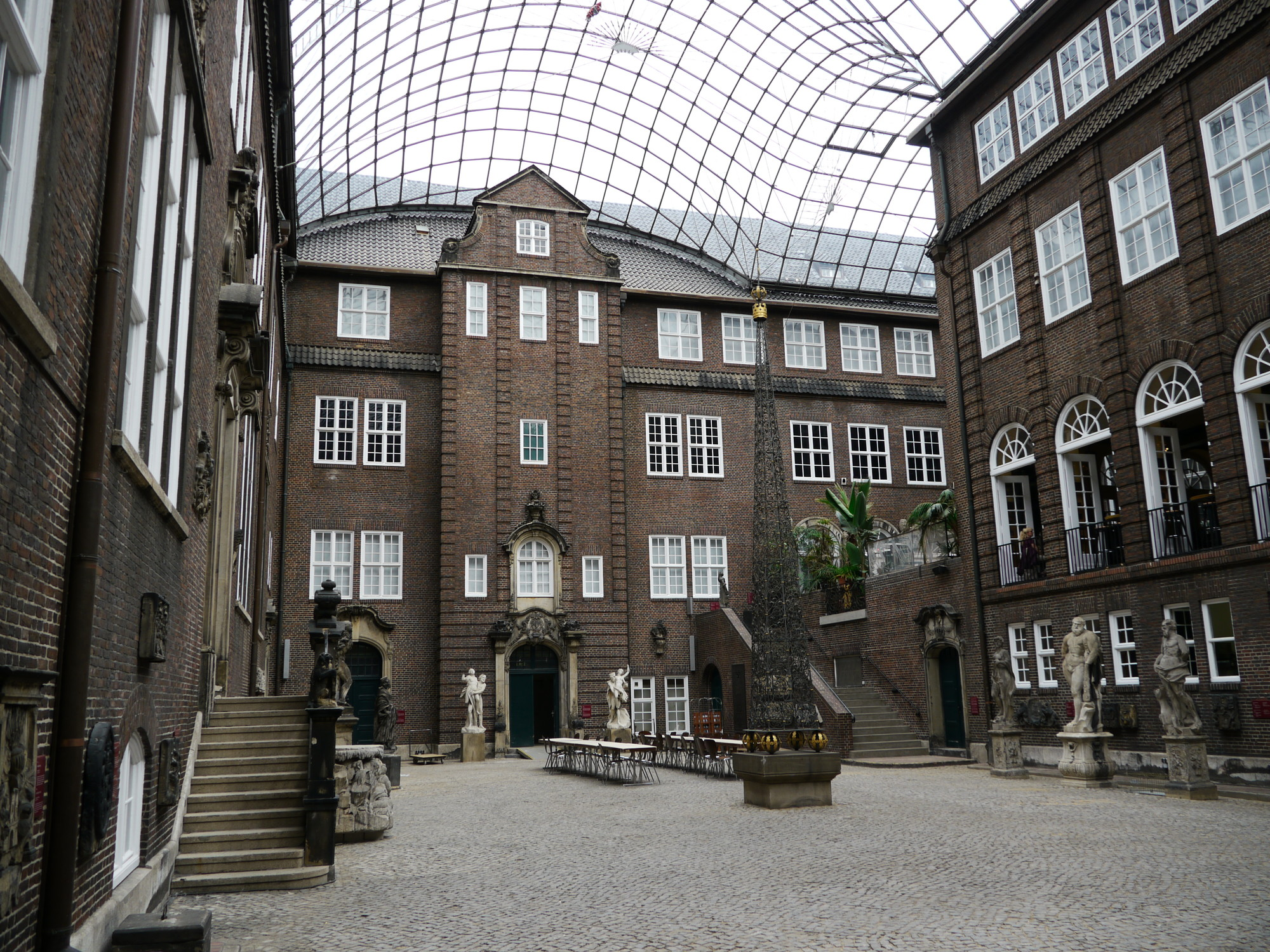
Pátio do Museu de Hamburgo

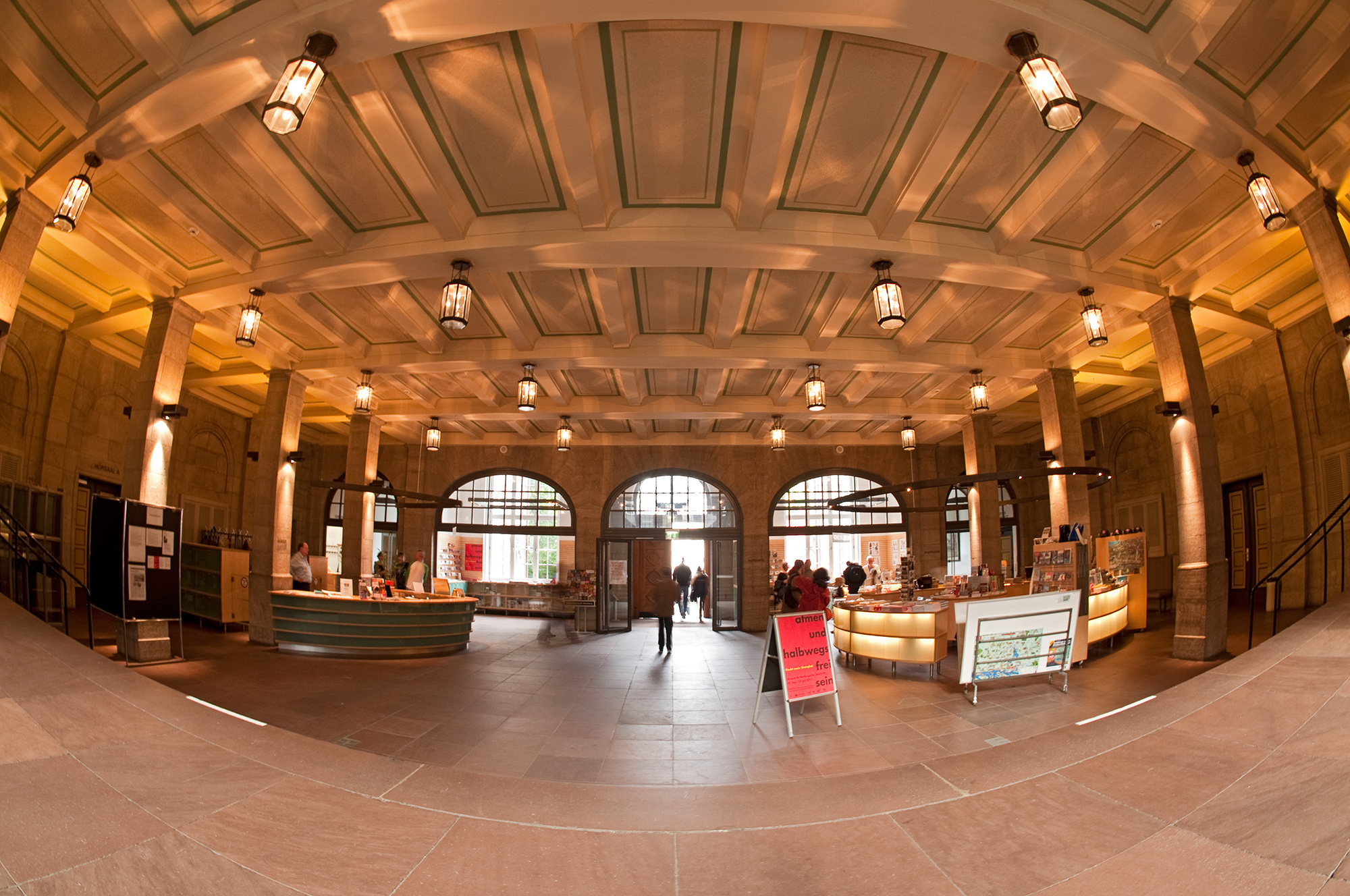
Saguão do Museu de Hamburgo

O museu tem muitos artefatos preservados pela Sociedade da História de Hamburgo, fundada em 1839. O portal Petri da Igreja de St. Petri, em Hamburgo, construído em 1604, foi construído no pátio do museu nos anos 90.
O museu é conhecido por ter maquetes em miniatura que mostram a história do porto. É também um local para o clube MEHEV e o museu como uma das maiores ferrovias de maquetes.

### Exposições Permanentes

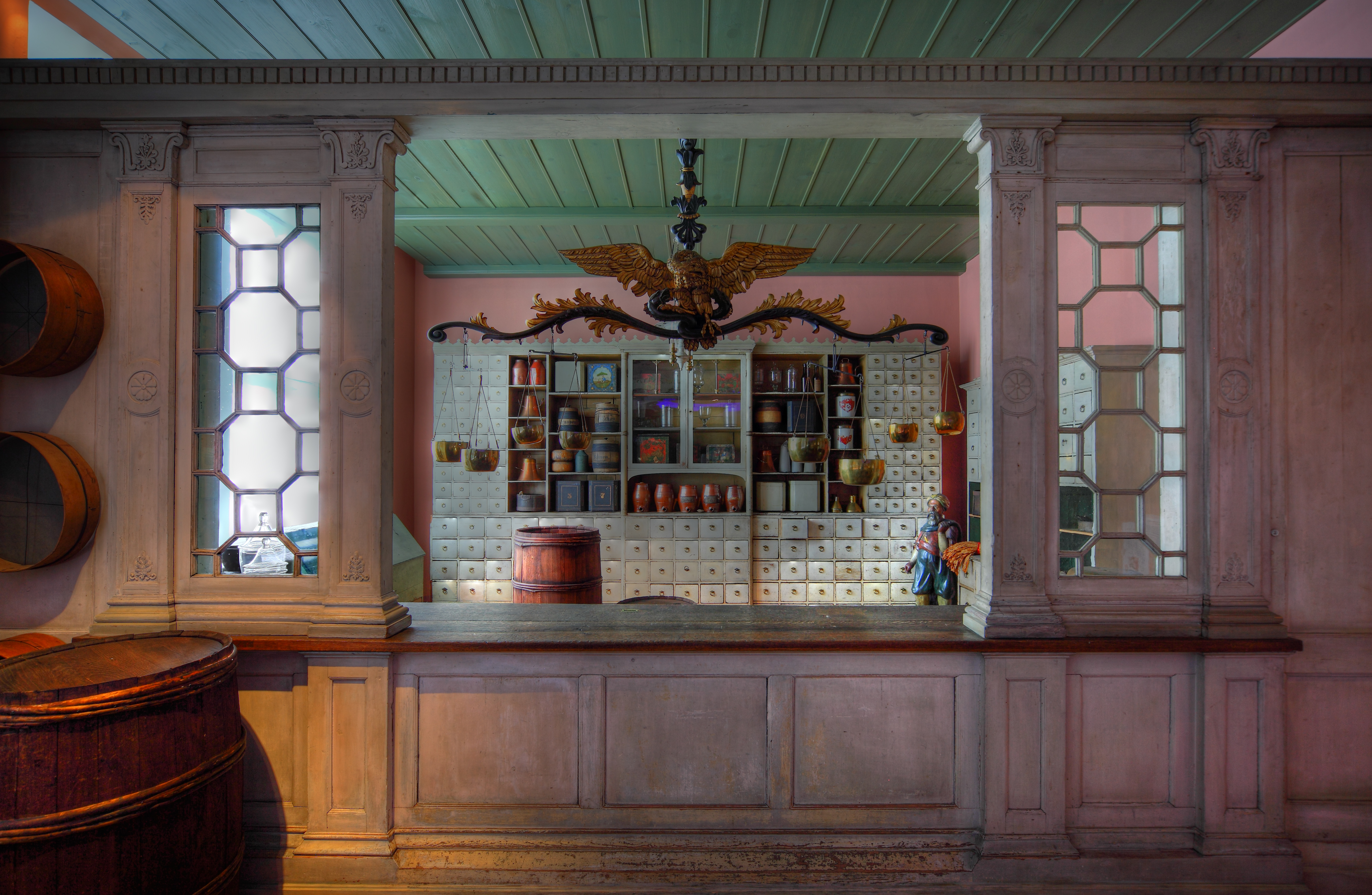
Sala de exposições "Colonial Goods Shop", ca. 1830

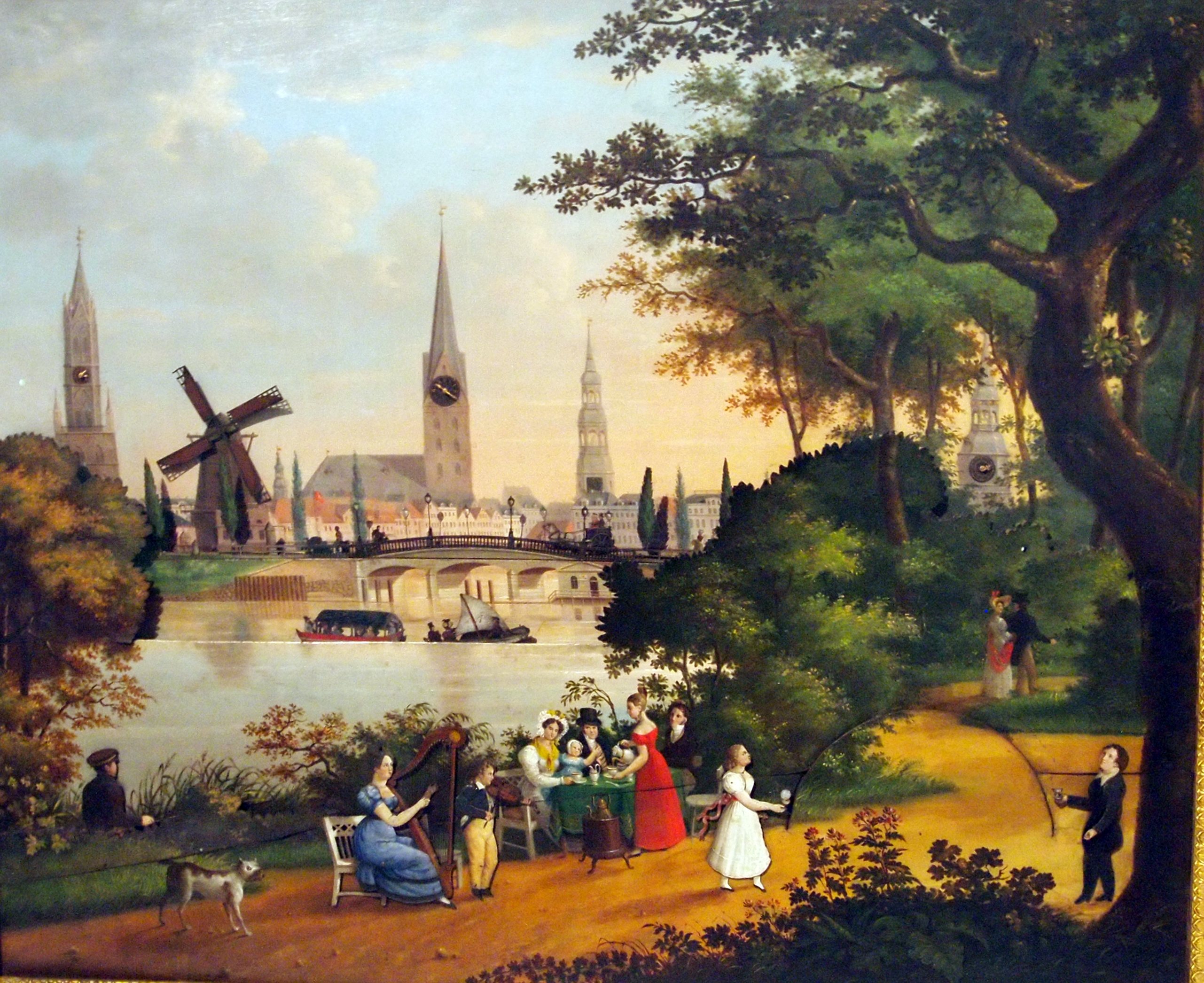
O Picture clock with Alster panorama (c.1830), um dos tesouros da coleção

O site do museu lista suas exposições permanentes como:
- Hamburgo no século XX
- Destaques históricos de Hamburgo
- Hamburgo medieval
- Hamburgo e a Igreja
- Hamburgo na Era Moderna
- Salão dos Comerciantes Barrocos
- Paisagem urbana e constituição no século XVII
- O alvorecer da era moderna
- O incêndio de 1842
- Emigração via Hamburgo
- Comércio Marítimo
- Hamburgo no século XXI
- Ponte de navegação do navio a vapor Werner
- A chegada dos primeiros judeus em Hamburgo
- Iluminação e Emancipação
- Durante o Império Alemão
- República de Weimar
- Perseguição e holocausto sob o regime nacional-socialista
- Escolas Judaicas
- Judeus e negócios em Hamburgo
- Áreas residenciais judaicas e condições de vida
- A Sinagoga